# Тагер, Павел Григорьевич
Павел Григорьевич Та́гер (18 сентября [1 октября] 1903, Москва, Российская империя — 30 июня 1971, Москва, СССР) — советский учёный и изобретатель в области звукового кино, инженер, преподаватель, профессор (1937). Заслуженный деятель науки и техники РСФСР (1947). Лауреат Сталинской премии третьей степени (1950). Автор более 150 научных трудов.

## Биография
П. Г. Тагер родился 18 сентября (1 октября) 1903 года в Москве. Окончил физико-математический факультет Московского университета (1926) и механический  (1929). В 1932—1939 и 1947—1969 годах работал в НИКФИ, в 1939—1947 годах — в ИАТАН. Звание профессора получил в 1937 году, диссертацию на соискание учёной степени доктора технических наук защитил в 1940 году. Был членом ЦК Союза кинофотоработников
П. Г. Тагер умер 30 июня 1971 года. Похоронен в Москве на Востряковском кладбище.

## Основные изобретения и достижения
Оригинальная система звукового кино «Тагефон» на принципе модуляции светового потока была предложена П. Г. Тагером в 1926 году, а в 1928 году была им запатентована.
По этой системе в 1931 году был снят первый советский звуковой художественный кинофильм «Путёвка в жизнь».
В дальнейшем он исследовал самые различные вопросы, участвовал в совершенствовании записи фонограмм переменной плотности и переменной ширины. Он описал природу звуковых искажений при оптическом методе записи, разрабатывал теоретические основы стереофонического кинематографа.
Ключевые эксперименты в области стереофонического кино были им выполнены в НИКФИ в 1948—1949 годы. Это послужило основой для теории стереофонической записи-воспроизведения звука, бурно развившейся и получившей признание в мире в 1960-е годы.
Под руководством П. Г. Тагера в НИКФИ в 1948—1949 годах была разработана аппаратура для съёмки и показа широкоэкранного стереофонического фильма с кашетированием кадра.
С появлением телевидения, несмотря на то, что многие специалисты предрекали гибель кинематографа, П. Г. Тагер провозгласил перспективу тесного сотрудничества и неразрывного взаимодействия этих технологий.
В период Великой Отечественной войны П. Г. Тагер жил эвакуации в Ульяновске в составе коллектива Института автоматики и телемеханики АН СССР, где в цехах завода им. Володарского занимался изобретательской деятельностью для нужд Советской Армии, в том числе усовершенствованием конструкции артиллерийских снарядов, сделал несколько важных военных изобретений, участвовал в разработке новой формы снаряда с увеличенной пробивной силой.

## Признание и награды
- На XVI съезде ВКП(б) в 1930 году В. В. Куйбышев в своём докладе сообщил, что работы П. Г. Тагера сохранили стране 2 млн золотых рублей.
- орден Ленина (11.01.1935)
- Заслуженный деятель науки и техники РСФСР (1947)
- Сталинская премия третьей степени (1950) — за руководство, разработку и внедрение нового метода звукозаписи кинофильмов с использованием противофазной фонограммы.